# Lasy (województwo pomorskie)
Lasy (niem. Laase) – osada w Polsce w województwie pomorskim, w powiecie sztumskim, w gminie Stary Targ. Wieś wchodzi w skład sołectwa Łoza. Leży nad rzeką Tiną.
Miejscowość była wsią włościańską. Od 1466 do 1772 należała do dóbr starostwa sztumskiego. Nosiła wówczas kolejno nazwy Liasy i Laza. W 1565 został tam założony folwark starościński. Pod koniec XIX wieku wśród mieszkańców nieznacznie przeważały osoby wyznania ewangelickiego. Układ przestrzenny miejscowości jest nieregularny. Zachowało się sporo budynków mieszkalnych i gospodarczych z końca XIX i początku XX wieku.
W latach 1945–1975 miejscowość administracyjnie należała do województwa gdańskiego, a w latach 1975–1998 do województwa elbląskiego.

## Wskazówka
Występuje również wariant nazewniczy – Łazy.